# Goryphus dravidus
Goryphus dravidus är en stekelart som beskrevs av Jonathan och Gupta 1973. Goryphus dravidus ingår i släktet Goryphus och familjen brokparasitsteklar. Utöver nominatformen finns också underarten G. d. vechti.